# Kasachischer Fußballpokal 2014
Der Kasachische Fußballpokal 2014 war die 23. Austragung des Pokalwettbewerbs im Fußball in Kasachstan. Pokalsieger wurde FK Qairat Almaty, der sich im Finale gegen den FK Aqtöbe durchsetzte.
Durch den Sieg im Finale qualifizierte sich Qairat für die erste Runde der UEFA Europa League 2015/16.

## Modus
Außer im Halbfinale wurde der Sieger in einem Spiel ermittelt. Stand es nach der regulären Spielzeit von 90 Minuten unentschieden, kam es zur Verlängerung von zweimal 15 Minuten und falls danach immer noch kein Sieger feststand zum Elfmeterschießen.
Das Halbfinale wurde in Hin- und Rückspiel ausgetragen. Bei Torgleichheit entschied zunächst die Anzahl der auswärts erzielten Tore, danach eine Verlängerung und schließlich das Elfmeterschießen.

## 1. Runde
An der ersten Runde nahmen 22 Mannschaften teil. Alle 15 Teams aus der Ersten Liga (2. Leistungsklasse) und 7 Mannschaften der Premjer-Liga spielten am 23. April 2014 gegeneinander. Die letztjährigen Halbfinalisten Schachtjor Qaraghandy, FK Taras, Ertis Pawlodar, FK Aqtöbe, sowie der danach bestplatzierte Klub der Premjer-Liga FK Astana waren erst im Achtelfinale in den Wettbewerb eingestiegen.
| Datum                   |                       | Ergebnis  |                        |
| ----------------------- | --------------------- | --------- | ---------------------- |
| 23.04.2014 um 10:00 Uhr | FK Bäiterek           | 0:4 (0:1) | Tobyl Qostanai         |
| 23.04.2014 um 10:00 Uhr | Oqschetpes Kökschetau | 1:3 (0:2) | FK Qairat Almaty       |
| 23.04.2014 um 11:00 Uhr | FK Qyran Schymkent    | 3:0 (0:0) | Aqschajyq Oral         |
| 23.04.2014 um 12:00 Uhr | Schetissu-Sunkar      | 0:2 (0:0) | Qaisar Qysylorda       |
| 23.04.2014 um 12:00 Uhr | Laschyn Karatau       | 2:0 (1:0) | Spartak Semei          |
| 23.04.2014 um 12:00 Uhr | FK ZSKA Almaty        | 0:3 (0:1) | FK Qysyl-Schar SK      |
| 23.04.2014 um 12:00 Uhr | FK Ekibastus          | 0:3 (0:2) | Ordabassy Schymkent    |
| 23.04.2014 um 13:00 Uhr | Bolat-AMT Temirtau    | 0:2 (0:0) | FK Atyrau              |
| 23.04.2014 um 13:00 Uhr | Gefest Qaraghandy     | 5:1 (0:0) | Schetissu Taldyqorghan |
| 23.04.2014 um 14:00 Uhr | FK Astana-64          | 4:0 (3:0) | FK Machtaaral          |
| 23.04.2014 um 14:00 Uhr | Kaspij Aqtau          | 1:4 (0:2) | Wostok Öskemen         |

## Achtelfinale
Die Achtelfinalspiele wurden am 14. Mai 2014 gespielt.
| Datum                   |                  | Ergebnis  |                       |
| ----------------------- | ---------------- | --------- | --------------------- |
| 14.05.2014 um 12:00 Uhr | Wostok Öskemen   | 1:2 n. V. | FK Atyrau             |
| 14.05.2014 um 13:00 Uhr | FK Taras         | 3:0 (1:0) | Ordabassy Schymkent   |
| 14.05.2014 um 14:00 Uhr | Ertis Pawlodar   | 3:1 (2:0) | FK Qysyl-Schar SK     |
| 14.05.2014 um 14:00 Uhr | Tobyl Qostanai   | 1:0 (0:0) | FK Qyran Schymkent    |
| 14.05.2014 um 14:30 Uhr | Qaisar Qysylorda | 0:3 (0:0) | FK Aqtöbe             |
| 14.05.2014 um 15:00 Uhr | FK Qairat Almaty | 3:1 (2:0) | Gefest Qaraghandy     |
| 14.05.2014 um 15:00 Uhr | Laschyn Karatau  | 0:3 (0:0) | Schachtjor Qaraghandy |
| 14.05.2014 um 15:00 Uhr | FK Astana        | 1:0 (0:0) | FK Astana-64          |

## Viertelfinale
Die Viertelfinalpartien wurden am 18. Juni 2014 gespielt.
| Datum                   |                       | Ergebnis  |                  |
| ----------------------- | --------------------- | --------- | ---------------- |
| 18.06.2014 um 14:30 Uhr | Schachtjor Qaraghandy | 1:0 (0:0) | Ertis Pawlodar   |
| 18.06.2014 um 15:00 Uhr | FK Astana             | 4:0 (1:0) | Tobyl Qostanai   |
| 18.06.2014 um 15:30 Uhr | FK Atyrau             | 1:3 (1:0) | FK Qairat Almaty |
| 18.06.2014 um 16:00 Uhr | FK Aqtöbe             | 2:1 (1:0) | FK Taras         |

## Halbfinale
Die Halbfinalspiele wurden am 16. August und 24. September gespielt.
| Datum                   |                       | Ergebnis  |                       |
| ----------------------- | --------------------- | --------- | --------------------- |
| 16.08.2014 um 16:00 Uhr | FK Qairat Almaty      | 2:0 (1:0) | Schachtjor Qaraghandy |
| 24.09.2014 um 14:00 Uhr | Schachtjor Qaraghandy | 0:2 (0:0) | FK Qairat Almaty      |
| Gesamt:                 | FK Qairat Almaty      | 4:0       | Schachtjor Qaraghandy |

| Datum                   |           | Ergebnis        |           |
| ----------------------- | --------- | --------------- | --------- |
| 16.08.2014 um 17:00 Uhr | FK Aqtöbe | 1:1 (0:1)       | FK Astana |
| 24.09.2014 um 14:00 Uhr | FK Astana | 1:1 (1:1)       | FK Aqtöbe |
| Gesamt:                 | FK Aqtöbe | 2:2 (3:4 i. E.) | FK Astana |

## Finale
| FK Qairat Almaty                                        | FK Qairat Almaty | FK Aqtöbe | FK Aqtöbe |
| ------------------------------------------------------- | --- | --- | --------- |
| FK Qairat Almaty                                        | \| 22. November 2014 um 10:00 Uhr in Astana (Astana Arena)[3] \| \| Ergebnis: 4:1 (2:1) \| \| Zuschauer: 7.500 \| \| Schiedsrichter: Ruslan Dusmambetow \| | \| 22. November 2014 um 10:00 Uhr in Astana (Astana Arena)[3] \| \| Ergebnis: 4:1 (2:1) \| \| Zuschauer: 7.500 \| \| Schiedsrichter: Ruslan Dusmambetow \| | FK Aqtöbe |
| FK Qairat Almaty                                        | Serhij Tkatschuk – Lubomír Michalík, Žarko Marković, Mark Gorman (82. Stanislaw Lunin), Jermek Quantajew – Isael, Aslan Darabajew (90.+2' Bauyrschan Baitana), Islambek Quat, Bauyrschan Islamchan – Sito Riera, Gerard Gohou (90.+2' Timur Rudosselski) Cheftrainer: Vladimír Weiss | Andrei Sidelnikow – Robert Arsumanjan, Anderson Santana, Dmitri Miroschnitschenko – Waleri Korobkin, Marat Chairullin, Juri Logwinenko – Marcos Pizzelli (90+1' Didar Schalmukan), Asqat Taghybergen (71. Abat Ajymbetow) – Oleksij Antonow, Taras Zarikajew Cheftrainer: Wladimir Gassajew | FK Aqtöbe |
| FK Qairat Almaty                                        | 1:0 Arsumanjan (19., Eigentor) 2:1 Gohou (30.) 3:1 Gohou (64.) 4:1 Darabajew (89.) | 1:1 Logwinenko (29.) | FK Aqtöbe |
| FK Qairat Almaty                                        | Michalík (57.) | Santana (25.), Korobkin (59.) | FK Aqtöbe |
| FK Qairat Almaty                                        | Riera (89.) | | FK Aqtöbe |
| 22. November 2014 um 10:00 Uhr in Astana (Astana Arena) | | |           |
| Ergebnis: 4:1 (2:1)                                     | | |           |
| Zuschauer: 7.500                                        | | |           |
| Schiedsrichter: Ruslan Dusmambetow                      | | |           |